# Orlah
Orlah (en hebreo: ערלה) es el décimo tratado del orden Zeraim de la Mishná y el Talmud. Discute las leyes relativas a cualquier árbol frutal, cuyos frutos no pueden ser consumidos durante los primeros tres años en que el árbol produce fruto. Esta ley se aplica en las comunidades judías de la diáspora y en la tierra de Israel. Esta ley es para cualquier árbol frutal propiedad de un judío.

## Biblia
La prohibición de la Orlah es un mandamiento bíblico que prohíbe el consumo o cualquier otro uso de frutas que hayan crecido durante los primeros tres años después de la plantación de su árbol, porque se consideran como parte de ellos. Esta prohibición, una de las más importantes para el consumo de la fruta según las normas judías, es objeto de un tratado talmúdico, y aún hoy se sigue aplicando. 
La Orlah es también el prepucio, se corta en el octavo día en la circuncisión o Brit Milá. Los frutos de los primeros tres años de plantación están prohibidos en la Tierra de Israel por el texto bíblico. Según Levítico 19:23 los frutos de un árbol recién plantado constituyen su prepucio:
"Cuando entrareis en la tierra y plantareis en ella toda clase de árboles frutales, consideraréis su fruto como incircunciso; y os serán incircuncisos tres años; no comerán de él.  En el cuarto año todos sus frutos serán dedicados al Señor en medio de la alegría. En el quinto año, comerán el fruto, y continuarán cosechando. Yo soy el Señor tu Dios."

## Mishná
Las leyes de la Orlah son objeto de un tratado de la Mishná, comentado en la Tosefta y elaborado en el Talmud de Jerusalén, pero no en el Talmud de Babilonia. Aunque la prohibición de la Orlah es una de las prescripciones relacionadas con la Tierra de Israel (Eretz Israel), también se practica fuera de ella, en ciertas comunidades, en virtud de su condición de ley transmitida por Moisés en el Sinaí. Esta prohibición solamente se aplica a la fruta comestible, no a aquellas partes del árbol que no son aptas para su consumo.